# Jaroslav Fišer (fotbalista)
Jaroslav Fišer (* 3. září 1945) je bývalý český fotbalista, obránce. Po skončení aktivní kariéry působil jako trenér.

## Fotbalová kariéra
V československé lize hrál za Spartak Hradec Králové. Nastoupil ve 39 ligových utkáních a dal 2 ligové góly.

## Ligová bilance
| Ročník                                   | Zápasy | Góly | Klub                   |
| ---------------------------------------- | ------ | ---- | ---------------------- |
| 1. československá fotbalová liga 1966/67 | 9      | 2    | Spartak Hradec Králové |
| 2. československá fotbalová liga 1971/72 | 28     | 0    | Spartak Hradec Králové |
| 1. československá fotbalová liga 1972/73 | 30     | 0    | Spartak Hradec Králové |
| CELKEM 1. liga                           | 39     | 2    |                        |

## Trenérská kariéra
V sezóně 1980/81 působil u ligového týmu Spartaku Hradec Králové jako asistent Dušana Uhrina.